# Damir Kalogjera
Damir Kalogjera (ur. 27 lipca 1932 w Korčuli, zm. 24 kwietnia 2023) – chorwacki językoznawca, anglista i kroatysta.

## Życiorys
Na Uniwersytecie Zagrzebskim ukończył studia z zakresu filologii angielskiej i chorwackiej. W 1957 r. został zatrudniony jako asystent na Uniwersytecie w Sarajewie. Od 1964 r. wykładał w zagrzebskim Zakładzie Anglistyki. W 1965 r. doktoryzował się na tejże uczelni. W 1982 r. objął stanowisko profesora zwyczajnego; od 2003 r. był związany z uczelnią jako profesor emeritus.
Zajmował się językoznawstwem anglistycznym, zagadnieniami z zakresu składni oraz socjolingwistyki. Pierwotnie w swojej działalności badawczej skupił się na gramatyce angielskiej, następnie zaangażował się w analizę kontrastywną języków angielskiego i chorwackiego. Od lat 70. większą uwagę poświęcał problematyce socjolingwistycznej. Wniósł wkład w dziedzinie badań nad gwarą wyspy Korčula.

## Wybrana twórczość
- O odnosu regionalni dijalekt-standardni jezik (1965)
- Oko prihvaćanja strukture standardnog jezika (1988)
- Some aspects of prescriptivism in Serbo-Croatian (1989)
- Komunikativna uloga standarda i dijalekta (1996)